# Johan Johnsen
Johan Johnsen, död 1708, var en holsteinsk målare.
Johan Johnsen fick troligen sin utbildning i Nederländerna. Omkring 1680 kom han i svensk tjänst och vistades huvudsakligen på Forsmarks herrgård, där han utförde ett stort antal detaljrikt utarbetade blomsterstycken och lanskapsmålningar för familjen De Besche. De flesta av hans bevarade arbeten fanns tidigare på Fullerö slott